# 홍농군
홍농군(弘農郡)은 중국 한나라에서부터 당나라까지 존속한 군이다. 시대에 따라 관할 구역이 바뀌어, 대체로 싼먼샤 시 일대를 관할했다.

## 전한
무제 원정 4년(기원전 113년)에 처음 설치했다. 원시 2년(2년)의 인구조사에 따르면 11만 8091호, 47만 5954명을 관할했다. 주에 속하지 않고 사례교위의 관할을 받았다. 현재의 싼먼샤 시와 뤄양 시 서부·난양 시 서부·상뤄시 북부 일대를 관할했다. 아래의 속현 목록은 한서 지리지의 순서를 따르며, 원연·수화 연간(기원전 8년 무렵)의 현황으로 여겨진다. 11현을 관할했다.
| 현명   | 한자   | 대략적 위치           | 비고 |
| ------ | ------ | --------------------- | --- |
| 홍농현 | 弘農縣 | 싼먼샤시 링바오 시 북 | 옛 진나라의 함곡관이다. 아산(衙山) 고개 아래 골짜기에서 촉수(爥水)가 나와 북으로 하수에 들어간다. |
| 노씨현 | 盧氏縣 | 싼먼샤시 루스 현      | 웅이산(熊耳山)이 동쪽에 있다. 이수(伊水)가 나온다. 또 이수(洱水)가 있어 남동으로 노양(魯陽)에 이르러 면수로 들어가니, 홍농·남양 두 군을 지나 600리를 간다. |
| 섬현   | 陝縣   | 싼먼샤시 남           | 옛 괵나라다. 초성(焦城)이 있는데 이곳은 옛 초(焦)나라다. 북괵(北虢)은 대양에, 동괵(東虢)은 형양(滎陽)에, 서괵(西虢)은 옹주에 있었다. |
| 의양현 | 宜陽縣 | 뤄양시 이양 현 서     | 민지(黽池)에 철관이 있다. |
| 민지현 | 黽池縣 | 싼먼샤시 몐츠 현 서   | 고제 8년(기원전 199년) 민지 중향(中鄕)의 백성을 돌아오게 했다. 경제 중2년(기원전 148년)에 처음 성을 쌓고 1만 가를 옮겨 현으로 삼았다. 곡수(谷水)가 곡양곡(谷陽谷)에서 나와 북동으로 곡성(谷城)에 이르러 낙수로 들어간다.                                                                                   |
| 단수현 | 丹水縣 | 난양시 시촨 현 서     | 단수(丹水)가 상락총령산(上雒冢領山)에서 나와 동으로 석(析)에 이르러 균수(鈞水)로 들어간다. 밀양향(密陽鄕)은 옛 상밀(商密) |
| 신안현 | 新安縣 | 싼먼샤시 몐츠 현 동   | 《우공》의 간수(澗水)가 동쪽에 있어 남으로 낙수로 들어간다. |
| 상현   | 商縣   | 상뤄시 단펑현         | 진나라 상앙의 봉읍이었다. |
| 석현   | 析縣   | 난양시 시샤 현        | 황수(黃水)가 황곡(黃谷)에서 나오고, 국수(鞠水)가 석곡(析谷)에서 나와, 함께 동으로 역(酈)에 이르러 단수(湍水)로 들어간다. |
| 육혼현 | 陸渾縣 | 뤄양시 쑹 현          | 춘추시대에 육혼융(陸渾戎)을 이주시킨 지역이다. 관문이 있다. |
| 상락현 | 上雒縣 | 상뤄시                | 《우공》의 낙수가 총령산(冢領山)에서 나와 동북으로 공(鞏)에 이르러 하수로 들어가니, 홍농·하남 두 군을 지나 1070리를 가니, 예주천(豫州川)이다. 또 갑수(甲水)가 진령산(秦領山)에서 나와 남동으로 석(錫)에 이르러 면수로 들어가니, 홍농·한중 두 군을 지나 570리를 간다. 웅이획여산(熊耳獲輿山)이 북동에 있다. |

왕망이 신나라를 세우고서는 군의 이름을 우수(右隊)로 고치고 다음 현의 이름을 고쳤다.
| 전한       | 신         |
| ---------- | ---------- |
| 섬(陝)     | 황미(黃眉) |
| 민지(黽池) | 섬정(陝亭) |
| 석(析)     | 군정(君亭) |

## 후한
낙양에서 서남으로 450리거리에 있다. 9성 46,815호 199,113명을 거느렸다. 단수현과 석현을 남양군으로 옮기고 경조윤에서 호현과 화음현을 가져왔다.
| 현명   | 한자 | 비고 |
| ------ | ---- | --- |
| 홍농현 | 弘農 | 옛 진나라의 함곡관이 여기에 있다. 촉수(烛水)가 나온다. 고종산(枯枞山)이 있다. 도구취(桃丘聚)가 있는데, 옛 복숭아숲이다. 무향(務鄕)과 조양정(曺陽亭)이 있다. |
| 섬현   | 陝   | 옛 괵나라였다. 초성(焦城)과 섬맥(陝陌)이 있다. |
| 민지현 | 黽池 | 곡수(穀水)가 나온다. 2개의 효(崤)이 있다. |
| 신안현 | 新安 | 간수(澗水)가 나온다. |
| 의양현 | 宜陽 | |
| 육혼현 | 陸渾 | |
| 노씨현 | 盧氏 | 웅이문(熊耳門)이 있고 이수(伊水)와 청수(淸水)가 나온다. |
| 호현   | 湖   | 본래 경조윤에 속해있었다. 문향(閺鄕)이 있다. |
| 화음현 | 華陰 | 본래 경조윤에 속해있었다. 태화산(太華山)이 있다. |

## 위진
조위때 육혼현이 하남군으로 이관되었고, 서진대에는 6현 14,000호를 거느렸다.
| 현명   | 한자 | 비고 |
| ------ | ---- | --- |
| 홍농현 | 弘農 | 본래 함곡관이 여기 있었으나, 한무제가 신안현땅으로 옮겼다.                                                                      |
| 호현   | 湖   | 과거 호(胡)라고 했는데, 한무제가 지금의 이름으로 고쳤다.                                                                        |
| 섬현   | 陝   | 옛 괵나라의 땅이다. |
| 의양현 | 宜陽 | 문제시기 흉노지역의 대홍수로 인해 새니(塞泥), 흑난(黑難) 등 2만여 락(落)이 조위에 귀부하였고 문제는 그들을 의양현에 정착시켰다. |
| 민지현 | 黽池 | |
| 화음현 | 華陰 | 화산이 현남쪽에 있다. |

## 남조

### 동진
영가의 난이후 중원지역이 전쟁으로 황폐화되자 수많은 화북지방 사람들이 강남으로 이주했다. 이때 홍농군의 주민들또한 강남으로 이주했는데 이들이 여강군 심양현(尋陽)일대에 정착하자, 동진에서 이곳에 홍농군을 설치했다. 349년(영화 5년), 환온이 하남지역을 수복하면서 홍농군이 일시적으로 재건되었다.

### 유송
명제말 난양 시일대에 홍농군을 설치했다. 3현을 거느렸다.
| 현명   | 한자 | 직위     | 비고                                               |
| ------ | ---- | -------- | -------------------------------------------------- |
| 한단현 | 邯鄲 | 현령(令) | 본래 조국의 영현이었는데,                          |
| 어현   | 圉   | 현령(令) | 전한시기 회양에 속했다가 후한시기 진류로 들어왔다. |
| 노씨현 | 盧氏 | 현령(令) | 기존의 노씨현과는 다른 현이다.                     |

### 남제
영현은 유송대와 변함이 없다.

## 수
607년(대업 3년)홍농군을 설치했다. 4현 27,466호를 거느렸다. 이때 군역은 싼먼샤 시 루스현, 뤄양 시 서남부일대였다.
| 현명   | 한자 | 비고 |
| ------ | ---- | --- |
| 홍농현 | 弘農 | 과거 서긍농군(西恆農郡)을 세웠는데, 북주에서 폐했다가 대업초에 홍농군을 세우면서 복구했다. 석성군(石城郡)과 옥성현(玉城縣)이 있었는데, 서위에서 폐했다. 석제산(石堤山)이 있다. |
| 노씨현 | 盧氏 | 북위에서는 한안군, 서위에서는 의천군이라고 했다. 개황초기 의천군을 폐하고 주제를 실시하면서 괵주(虢州)라고 칭했다. 대업초에 주를 폐했다. 관관(關官)과 석선산(石扇山)이 있다.   |
| 장천현 | 長泉 | 북위에서는 남섬현(南陝)이라고 했는데, 서위에서 지금의 이름으로 고쳤다. 송양산(松陽山)과 단산(檀山)이 있다.                                                                     |
| 주양현 | 硃陽 | 본래 주양군이 있던 자리인데 북주에서 군을 폐지했다. 읍양현(邑陽縣)이 있었는데, 개황말에 읍천으로 이름을 바꾸고 대업초에 주양현에 합했다. 폐산(肺山)과 호수(湖水)가 있다.       |

## 태수
- 범방거(? ~ 기원전 97년)
- 채계(蔡癸, 소제 시기? 선제 시기?)[10]
- 풍양(馮揚, 선제 시기)[11]
- 부강(傅剛, 원제 말기? 성제 초기?)[12]
- 송평(? ~ 기원전 32년)
- 봉신(? ~ 기원전 24년)
- 왕공(기원전 5년 ~ 기원후 3년)
- 소함(성제 시기)
- 장광(張匡, 성제 말기)[12]
- 적의(성제 말기? 애제 시기? 평제 시기?)
- 김흠(金欽, 애제 시기)[13]